# Diederik II van Kleef
Diederik II van Kleef (overleden in 1091) was mogelijk van 1076 tot aan zijn dood graaf van Kleef.

## Levensloop
Diederik II was een zoon van graaf Rutger II van Kleef en volgde hem in 1076 op als graaf van Kleef. Zijn bestaan is echter omstreden. 
In een uit 1082 afkomstige vervalste oorkonde wordt een graaf Diederik van Kleef vernoemd. Of het bestaan van Diederik II hieruit kan worden afgeleid, is onzeker. Als hij al bestaan heeft, werd hij na zijn dood in 1091 opgevolgd door zijn zoon Diederik III. 